# Thrixspermum ligulatum
Thrixspermum ligulatum är en orkidéart som beskrevs av Louis Otho Otto Williams. Thrixspermum ligulatum ingår i släktet Thrixspermum och familjen orkidéer. Inga underarter finns listade i Catalogue of Life.